# L-Inħawi tal-Wej
L-Inħawi tal-Wej este o arie protejată (sit de importanță comunitară — SCI) din Malta întinsă pe o suprafață de 20,35 ha, integral pe uscat.

## Localizare
Centrul sitului L-Inħawi tal-Wej este situat la coordonatele 35°55′06″N 14°26′03″E / 35.9184°N 14.4341°E.

## Înființare
Situl L-Inħawi tal-Wej a fost declarat sit de importanță comunitară în septembrie 2019 pentru a proteja 1 specie de plante.

## Biodiversitate
Situată în ecoregiunea mediteraneană, aria protejată conține 3 habitate naturale: Iazuri temporare mediteraneene, Phrygana din Mediterana de Vest de pe vârfurile falezelor (Astragalo-Plantaginetum subulatae), Pseudostepă cu ierburi și specii anuale de Thero-Brachypodietea.
La baza desemnării sitului se află o specie protejată de  plante: Elatine gussonei.